# 半导体
半導體（德語：Halbleiter），是一种电导率在绝缘体至导体之间的物质或材料。在一定温度范围内，半导体的电荷载流子浓度会随着温度升高而增加，在宏观上表现为电导率上升、电阻率下降；而在绝对零度时，则成为绝缘体。依有无加入掺杂剂，半导体可分为：本征半导体、杂质半导体（n型半导体、p型半导体）。
电导率容易受控制的半导体，可作为資訊处理的元件材料。从科技或是经济发展的角度来看，半导体非常重要。很多电子产品，如電腦、移动电话、数字录音机的核心单元都是利用半导体的电导率变化来处理資訊。常见的半导体材料有：第一代（另一種定義/說法：第一「類」）的硅、锗，第二代（類）的砷化镓、磷化銦，第三代（類）的氮化鎵、氧化鋅、氮化鋁、碳化硅等；而硅更是各种半导体材料中，在商业应用上最具有影响力的一种。
材料的导电性是由导带中含有的电子数量决定。当电子从价带获得能量而跳跃至导电带时，电子就可以在带间任意移动而导电。一般常见的金属材料其导电带与价电带之间的能隙非常小，在室温下电子很容易获得能量而跳跃至导电带而导电，而绝缘材料则因为能隙很大（通常大于9电子伏特），电子很难跳跃至导电带，所以无法导电。
一般半导体材料的能隙约为1至3电子伏特，介于导体和绝缘体之间。因此只要给予适当条件的能量激发，或是改变其能隙之间距，此材料就能导电。
半导体通过电子传导或電洞傳导的方式传输电流。电子传导的方式与铜线中电流的流动类似，即在电场作用下高度电离的原子将多余的电子向着负离子化程度比较低的方向传递。電洞导电则是指在正离子化的材料中，原子核外由于电子缺失形成的「空穴」，在电场作用下，空穴被少数的电子补入而造成空穴移动所形成的电流（一般称为正电流）。
材料中载流子（carrier）的数量对半导体的导电特性极为重要。这可以通过在半导体中有选择的加入其他「杂质」（IIIA、VA族元素）来控制。如果我們在純矽中摻雜（doping）少許的砷或磷（最外層有5個電子），就會多出1個自由電子，這樣就形成n型半導體；如果我們在純矽中摻入少許的硼（最外層有3個電子），就反而少了1個電子，而形成一個電洞（hole），這樣就形成p型半導體（少了1個帶負電荷的原子，可視為多了1個正電荷）。
普通半导体如硅、砷化镓、碳化硅等材料中的电子和空穴通常可以用非相对论性的抛物线型色散关系来描述其能量-动能关系，而在最近研发的新型半导体中，包括由麻省理工学院的唐爽和崔瑟豪斯夫人提出的准狄拉克材料、半狄拉克材料等（唐-崔瑟豪斯理论），电子和空穴可以具有不同的相对论效应。这些相对论性的新型半导体材料或可引领下一代计算机芯片、能源装置的研发。

## 概括

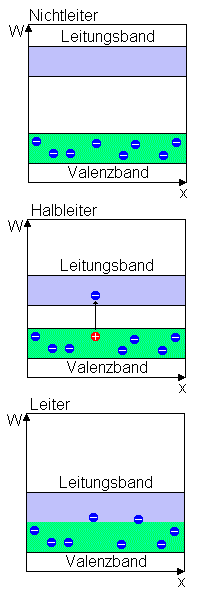
上圖為絕緣體，中圖為半導體，下圖為導體。紫色區塊為傳導帶，綠色區塊為價電帶。半導體和絕緣體之間的差異主要來自兩者的能帶間隙（Bandgap）寬度不同。

半導體和絕緣體之間的差異主要來自兩者的能帶寬度不同。絕緣體的能帶比半導體寬，意即絕緣體價帶中的載子必須獲得比在半導體中更高的能量才能跳過能帶，進入導帶中。室溫下的半導體導電性有如絕緣體，只有極少數的載子具有足夠的能量進入導帶。因此，對於一個在相同電場下的本征半導體和絕緣體會有類似的電特性，不過半導體的能帶寬度小於絕緣體也意味著半導體的導電性更容易受到控制而改變。
純質半導體的電氣特性可以藉由植入雜質的過程而永久改變，這個過程通常稱為摻雜。依照摻雜所使用的雜質不同，摻雜後的半導體原子周圍可能會多出一個電子或一個電洞，而讓半導體材料的導電特性變得與原本不同。如果摻雜進入半導體的雜質濃度夠高，半導體也可能會表現出如同金屬導體般（類金屬）的電性。在摻雜了不同極性雜質的半導體界面處會有一個內建電場（built-in electric field），內建電場和許多半導體元件的操作原理息息相關（例如太陽能電池電子與電洞對的蒐集就是靠內建電場來作用），而摻雜後的半導體有許多電性也會有相對應的變化。
除了藉由摻雜的過程永久改變電性外，半導體亦可因為施加於其上的電場改變而動態地變化。半導體材料也因為這樣的特性，很適合用來作為電路元件，例如電晶體。電晶體屬於主動式的（有源）半導體元件（active semiconductor devices），當主動元件和被動式的（无源）半導體元件（passive semiconductor devices）如電阻器或是電容器組合起來時，可以用來設計各式各樣的集成电路產品，例如微處理器。
當電子從導帶掉回價帶時，減少的能量可能會以光的形式釋放出來。這種過程是製造發光二極體以及半導體雷射的基礎，在商業應用上都有舉足輕重的地位。而相反地，半導體也可以吸收光子，透過光電效應而激發出在價帶的電子，產生電訊號。這即是光探测器的來源，在光纖通訊或是太陽能電池的領域是最重要的元件，也是相機中CMOS Image Sensor主要的運作原理。
半導體有可能是單一元素組成，例如矽。也可以是兩種或是多種元素的化合物，常見的化合物半導體有砷化鎵或是磷化鋁銦鎵（aluminium gallium indium phosphide, AlGaInP）等。合金也是半導體材料的來源之一，如矽鍺或是砷化鎵鋁（aluminium gallium arsenide, AlGaAs）等。

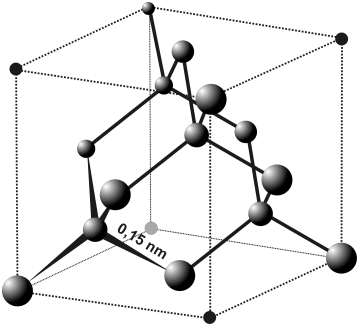
鑽石結構
diamond structure（鑽石結構）
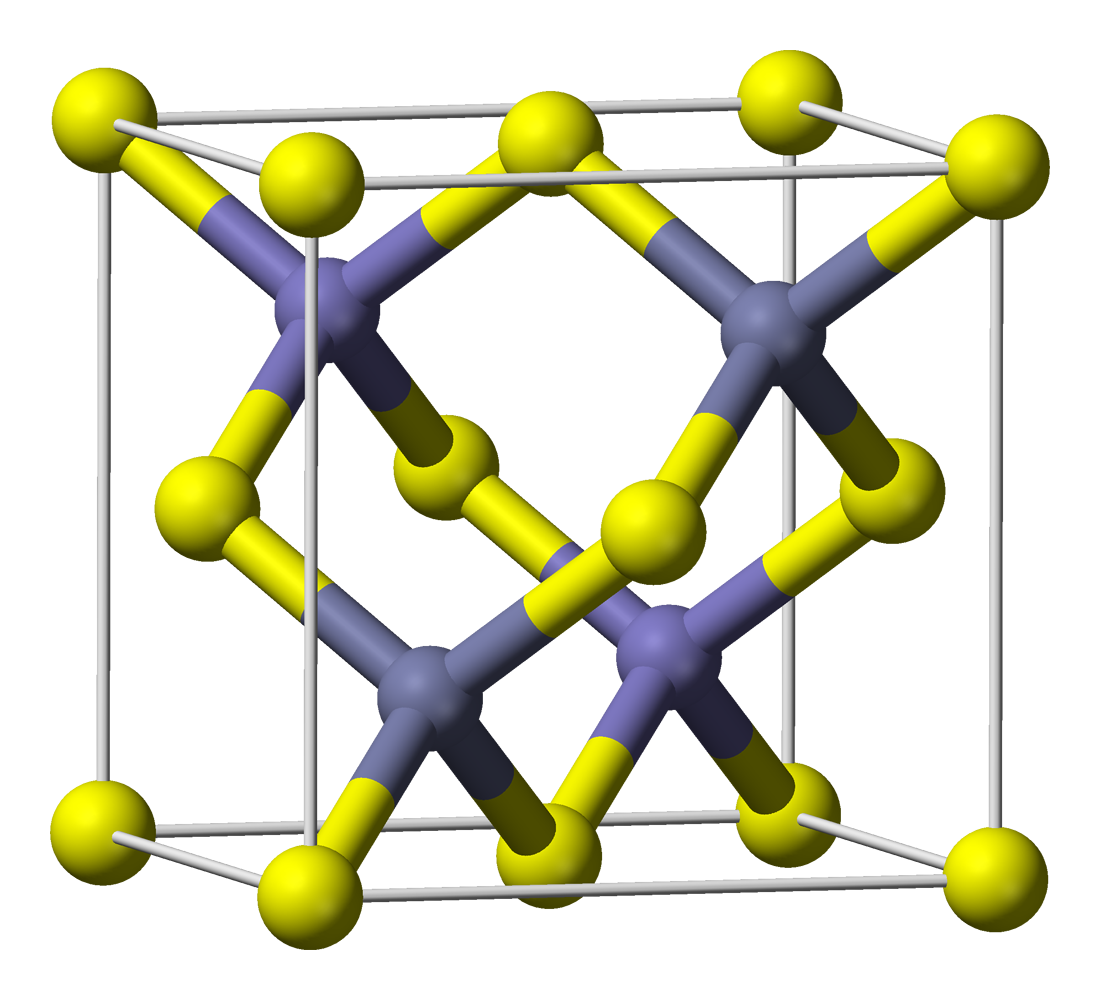
Zinkblende structure（閃鋅結構）

## 电导率
在常温下，半导体的电导率介于金属导体（～{\displaystyle 10^{7}} S/m）和绝缘体（{\displaystyle 10^{-15}} < S/m）之间，一般为 {\displaystyle 10^{5}}～{\displaystyle 10^{-7}} S/m 。

## 能帶結構
半導體中的電子所具有的能量被限制在基態與自由電子之間的幾個能帶裡，在能帶內部電子能量處於準連續狀態，而能帶之間則有帶隙相隔開，電子不能處於帶隙內。當電子在基態時，相當於此電子被束縛在原子核附近；而相反地，如果電子具備了自由電子所需要的能量，那麼就能完全離開此材料。每個能帶都有數個相對應的量子態，而這些量子態中，能量較低的都已經被電子所填滿。這些已經被電子填滿的量子態中，能量最高的就被稱為價電帶。半導體和絕緣體在正常情況下，幾乎所有電子都在價電帶或是其下的量子態裡，因此沒有自由電子可供導電。
半導體和絕緣體之間的差異在於兩者之間能帶間隙寬度不同，亦即電子欲從價帶跳入導電帶時所必須獲得的最低能量不一樣。通常能帶間隙寬度小於3電子伏特（eV）者為半導體，以上為絕緣體。
在絕對零度時，固體材料中的所有電子都在價帶中，而導電帶為完全空置。當溫度開始上升，高於絕對零度時，有些電子可能會獲得能量而進入導電帶中。導電帶是所有能夠讓電子在獲得外加電場的能量後，移動穿過晶體、形成電流的最低能帶，所以導電帶的位置就緊鄰價電帶之上，而導電帶和價電帶之間的差距即是能帶間隙。通常對半導體而言，能帶間隙的大小約為1電子伏特上下。在導電帶中，和電流形成相關的電子通常稱為自由電子。根據包利不相容原理（Pauli Exclusion Principle），同一個量子態內不能有兩個電子，所以絕對零度時，費米能級以下的能帶包括價電帶全部被填滿。由於在填滿的能帶內，具有相反方向動量的電子數目相等，所以宏觀上不能載流。在有限溫度，由熱激發產生的導電帶電子和價電帶電洞使得導電帶和價電帶都未被填滿，因而在外電場下可以觀測到宏觀凈電流。

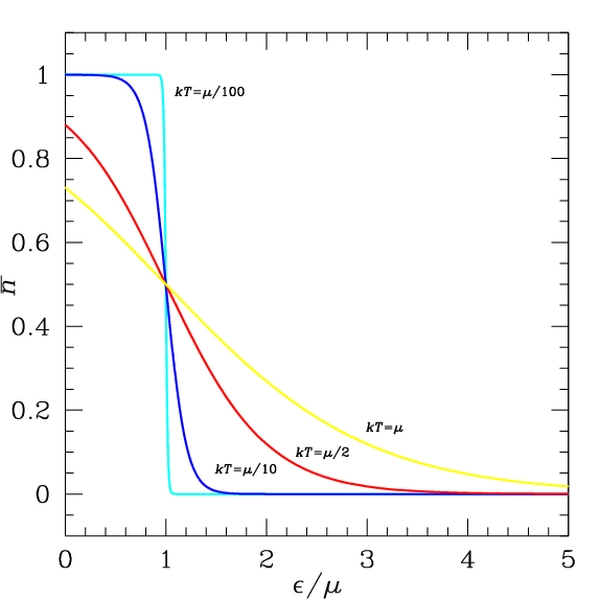
費米-狄拉克分佈。

在價電帶內的電子獲得能量後便可躍升到導電帶，而這便會在價帶內留下一個空缺，也就是所謂的電洞。導電帶中的電子和價電帶中的電洞都對電流傳遞有貢獻，電洞本身不會移動，但是其它電子可以移動到這個電洞上面，等效於電洞本身往反方向移動。相對於帶負電的電子，電洞的電性為正電。
由化學鍵結的觀點來看，獲得足夠能量、進入導電帶的電子也等於有足夠能量可以打破電子與固體原子間的共價鍵，而變成自由電子，進而對電流傳導做出貢獻。
半導體和導體之間有個顯著的不同是半導體的電流傳導同時來自電子與電洞的貢獻，而導體的費米能階則已經在導帶內，因此電子不需要很大的能量即可找到空缺的量子態供其跳躍、造成電流傳導。
固體材料內的電子能量分布遵循費米-狄拉克分佈。在絕對零度時，材料內電子的最高能量即為費米能階，當溫度高於絕對零度時，費米能階為所有能階中，被電子占據機率等於0.5的能階。半導體材料內電子能量分布為溫度的函數也使其導電特性受到溫度很大的影響，當溫度很低時，可以跳到導電帶的電子較少，因此導電性也會變得較差。

### 能量-動量色散
上述關於能帶結構的內容為了簡化，因此跳過了一個重要的現象，稱為能量的色散（dispersion of energy）。同一個能帶內之所以會有不同能量的量子態，原因是能帶的電子具有不同波向量或者「k-向量」。在學中，k-向量即為粒子的動量，不同的材料會有不同的能量-動量關係（E-k relationship）。

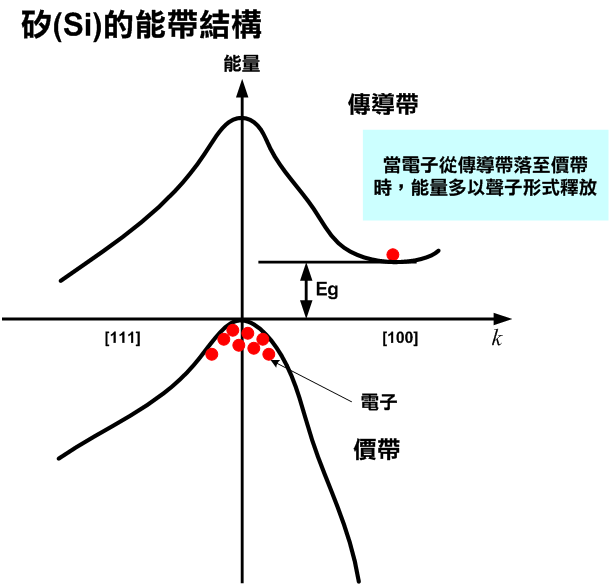
矽的能帶結構。對於間接能帶半導體而言，電子從導帶落至價帶時，能量的釋放牽涉到動量守衡，故大部分以聲子的形式釋放能量，發光效率不高。

能量-動量色散關係式能決定電子或電洞的等效質量（effective mass），以{\displaystyle m^{*}}代表，公式如下：
{\displaystyle m^{*}=\hbar ^{2}\cdot \left[{{d^{2}E(k)} \over {dk^{2}}}\right]^{-1}}
等效質量可視為聯繫量子力學與古典力學的一個參數。這個參數對於半導體材料而言十分重要，例如它和電子或電洞的遷移率（electrons or holes mobility）有高度關聯。電子或電洞的遷移率對於半導體元件的載子傳輸是相當基本的參數。
電子和電洞的等效質量不相等，這也造成了兩者的遷移率不同，進而讓「N-通道」和「P-通道」的金屬氧化物半導體場效電晶體導電性不同。

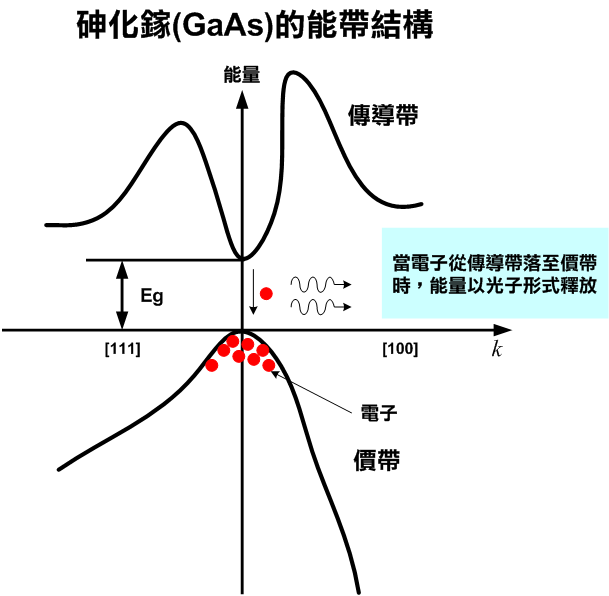
砷化鎵的能帶結構。對於直接能隙半導體而言，電子從導帶落至價帶時，能量的釋放不必牽涉到動量守衡，故全部以光子的形式釋放能量。

准确的说应该是动量变化为零，因为任何时候动量都是守恒的，不能说不必牵涉
半導體材料的導電帶底部和價電帶頂端在「能量-動量座標」上可能會處在不同的k值，這種材料叫做間接能帶材料（in-direct bandgap material），例如矽或是鍺。相對地，如果某種材料的導帶底部和價帶頂端有相同的k值，這種材料稱為直接能帶材料（direct bandgap material），最常見的例子是砷化鎵。電子在直接能隙材料的價帶與導帶的躍遷不涉及晶格動量的改變，因此發光的效率高過間接能隙材料甚多，砷化鎵也因此是光電半導體元件中最常見的材料之一。

## 載流子的產生與復合
當離子化的輻射能量落在半導體時，可能會讓價帶中的電子吸收到足夠能量而躍遷至導帶，並在價帶中產生一個電洞，這種過程叫做電子-電洞對的產生（generation of electron-hole pair）。而其他夠大的能量，如熱能，也可以同樣產生出電子-電洞對。
電子-電洞對則會經由復合的過程而被消滅。根據能量守恆的觀念，在導帶中的電子必須回到價帶，將所得到的能量釋放出來。能量釋放的形式包括熱能或輻射能，而這兩種能量量子化後的表徵分別是聲子以及光子。
對於處在穩態的半導體而言，電子-電洞對的產生與復合速率是相等的。而在一個已給定的溫度下，電子-電洞對的數量可由量子統計求得。量子力學處理此類問題時必須同時遵守能量以及動量守恆。

## 摻雜
半導體之所以能廣泛應用在今日的數位世界中，憑藉的就是其能藉由在本質半導體加入雜質改變其特性，這個過程稱之為摻雜。摻雜進入本質半導體的雜質濃度與極性皆會對半導體的導電特性產生很大的影響。而摻雜過的半導體則稱為雜質半導體。

### 摻雜物
哪種材料適合作為某種半導體材料的摻雜物需視兩者的原子特性而定。一般而言，摻雜物依照其帶給被摻雜材料的電荷正負被區分為施體（donor）與受體（acceptor）。施體原子帶來的價電子多會與被摻雜的材料原子產生共價鍵，進而被束縛。而沒有和被摻雜材料原子產生共價鍵的電子則會被施體原子微弱地束縛住，這個電子又稱為施體電子。和本征半導體的價電子比起來，施體電子躍遷至導帶所需的能量較低，比較容易在半導體材料的晶格中移動，產生電流。雖然施體電子獲得能量會躍遷至導帶，但並不會和本征半導體一樣留下一個電洞，施體原子在失去了電子後只會固定在半導體材料的晶格中。因此這種因為摻雜而獲得多餘電子提供傳導的半導體稱為n型半導體，n代表帶負電荷的電子。
和施體相對的，受體原子進入半導體晶格後，因為其價電子數目比半導體原子的價電子數量少，等效上會帶來一個的空位，這個多出的空位即可視為電洞。受體摻雜後的半導體稱為p型半導體，p代表帶正電荷的電洞。
以一個矽的本征半導體來說明摻雜的影響。矽有四個價電子，常用於矽的摻雜物有三價與五價的元素。當只有三個價電子的三價元素如硼摻雜至矽半導體中時，硼扮演的即是受體的角色，摻雜了硼的矽半導體就是p型半導體。反過來說，如果五價元素如磷摻雜至矽半導體時，磷扮演施體的角色，摻雜磷的矽半導體成為n型半導體。
一個半導體材料有可能先後摻雜施體與受體，而如何決定此外質半導體為n型或p型必須視摻雜後的半導體中，受體帶來的電洞濃度較高或是施體帶來的電子濃度較高，亦即何者為此外質半導體的多數載流子（majority carrier）。和多數載流子相對的是少數載流子（minority carrier）。對於半導體元件的工作原理分析而言，少數載流子在半導體中的行為有著非常重要的地位。

## 材料的製造

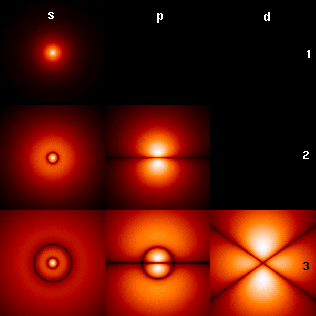
氫原子的電子分佈機率

為了滿足量產上的需求，半導體的電性必須是可預測並且穩定的，因此包括摻雜物的純度以及半導體晶格結構的品質都必須嚴格要求。常見的品質問題包括晶格的位错（dislocation）、孪晶面（twins）或是堆垛层错（stacking fault）都會影響半導體材料的特性。對於一個半導體元件而言，材料晶格的缺陷（晶体缺陷）通常是影響元件性能的主因。
目前用來成長高純度單晶半導體材料最常見的方法稱為柴可拉斯基製程（鋼鐵場常見工法）。這種製程將一個單晶的晶種（seed）放入溶解的同材質液體中，再以旋轉的方式緩緩向上拉起。在晶種被拉起時，溶質將會沿著固體和液體的介面固化，而旋轉則可讓溶質的溫度均勻。

## 全球製造企業
| 排序 | 公司         | 生產模式 | 國家          | 2012年營收（百萬美金） | 2011年營收（百萬美金） | 較2011年成長 |
| ---- | ------------ | -------- | ------------- | ---------------------- | ---------------------- | ------------ |
| 1    | 英特爾       | IDM      | 美国          | 49114                  | 49697                  | -1%          |
| 2    | 三星半導體   | IDM      |               | 32251                  | 33483                  | -4%          |
| 3    | 台積電       | 晶圓代工 | 中華民國      | 17167                  | 14600                  | 18%          |
| 4    | 高通         | IC設計   | 美国          | 13177                  | 9828                   | 34%          |
| 5    | 德州儀器     | IDM      | 美国          | 12147                  | 12182                  | -6%          |
| 6    | 東芝         | IDM      | 日本          | 11217                  | 12745                  | -12%         |
| 7    | 瑞薩電子     | IDM      | 日本          | 9314                   | 10653                  | -13%         |
| 8    | 海力士       | IDM      |               | 9057                   | 9403                   | -4%          |
| 9    | 意法半導體   | IDM      | 法國 · 義大利 | 8364                   | 9631                   | -13%         |
| 10   | 美光         | IDM      | 美国          | 8002                   | 8571                   | -7%          |
| 11   | 博通         | IC設計   | 美国          | 7793                   | 7160                   | 9%           |
| 12   | 索尼         | IDM      | 日本          | 5709                   | 6093                   | -6%          |
| 13   | 超微半導體   | IC設計   | 美国          | 5422                   | 6568                   | -17%         |
| 14   | 英飛凌       | IDM      | 德国          | 4993                   | 5599                   | -11%         |
| 15   | 格羅方德     | 晶圓代工 | 美国          | 4560                   | 3480                   | 31%          |
| 16   | 輝達         | IC設計   | 美国          | 4229                   | 3939                   | 7%           |
| 17   | 富士通       | IDM      | 日本          | 4162                   | 4430                   | -6%          |
| 18   | 恩智浦半導體 | IDM      | 荷蘭          | 4157                   | 4147                   | 0%           |
| 19   | 飛思卡爾     | IDM      | 美国          | 3735                   | 3164                   | -15%         |
| 20   | 聯華電子     | 晶圓代工 | 中華民國      | 3730                   | 3760                   | -1%          |
| 21   | 聯發科技     | IC設計   | 中華民國      | 3366                   | 2969                   | 13%          |
| 22   | 夏普         | IDM      | 日本          | 3304                   | 2908                   | 14%          |
| 23   | 美滿電子     | IDM      | 美国          | 3157                   | 3445                   | -8%          |
| 24   | 爾必達*      | IDM      | 日本          | 3735                   | 3164                   | -15%         |
| 25   | 羅姆電子     | IDM      | 日本          | 3030                   | 3303                   | -8%          |

- 爾必達於2012年5月宣告破產，2013年7月由美光完成併購。

### 十大公司
| 公司                                | 收入      | 净收入    | 市值        | 一年追踪回报率 | 交易所         |
| ----------------------------------- | --------- | --------- | ----------- | -------------- | -------------- |
| 美国英特爾公司（INTC）              | 757億美元 | 227億美元 | 2561億美元  | 34.1％         | 納斯達克       |
| 中華民國台積電（TSM）               | 379億美元 | 131億美元 | 2935億美元  | 58.8％         | 紐約證券交易所 |
| 美国高通公司（QCOM）                | 247億美元 | 40億美元  | 1,012億美元 | 34.2％         | 納斯達克       |
| 美国Broadcom Inc.（AVGO）           | 229億美元 | 25億美元  | 1261億美元  | 23.4％         | 納斯達克       |
| 美国美光科技公司（MU）              | 196億美元 | 23億美元  | 567億美元   | 57.1％         | 納斯達克       |
| 美国德州儀器（TXN）                 | 141億美元 | 50億美元  | 1158億美元  | 21.8％         | 納斯達克       |
| 中華民國日月光半導體有限公司（ASX） | 137億美元 | 6億美元   | 97億美元    | 30.9％         | 紐約證券交易所 |
| 美国NVIDIA Corp.（NVDA）            | 118億美元 | 33億美元  | 2272億美元  | 155.5％        | 納斯達克       |
| 意法半導體（STM）                   | 97億美元  | 9億美元   | 239億美元   | 74.5％         | 紐約證券交易所 |
| 恩智浦半導體NV（NXPI）              | 88億美元  | 2億美元   | 326億美元   | 32.0％         | 納斯達克       |

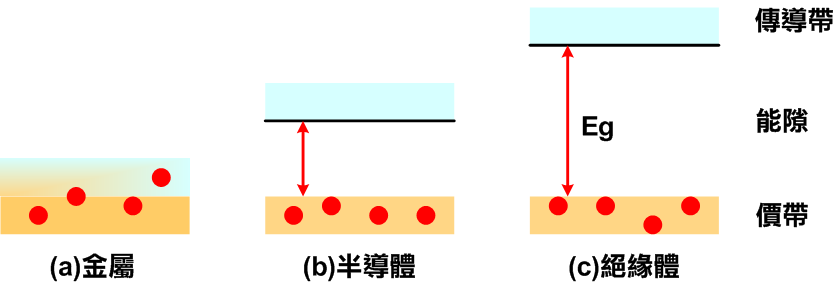
三種導電性不同的材料比較，金屬的價電帶與導電帶之間沒有距離，因此電子（紅色實心圓圈）可以自由移動。絕緣體的能隙寬度最大，電子難以從價電帶躍遷至導電帶。半導體的能隙在兩者之間，電子較容易躍遷至導電帶中。

截止到2020年6月，根據TTM對全球半導體公司收入的追踪，整理出全球十大半導體公司（此列表僅限於直接或者通過美國或加拿大公開交易的公司，一般外國的公司會每半年提交報告一詞，因此滯後時間會更長，所有數據截止2020年6月18日，所有數據由YCharts提供10 Biggest Semiconductor Companies（页面存档备份，存于）

## 應用
半导体器件可以通过结构和材料上的设计达到控制电流传输的目的，并以此为基础构建各种处理不同信号的电路。这是半导体在当前电子技术中广泛应用的原因。

## 延伸閱讀

### 材料科學
- 導體
- 絕緣體
- 半导体材料
- PN结

### 物理学
- 固體物理學
- 物理化学
- 热力学
- 電路學
- 电子学
- 集成电路

### 工业
- 半导体器件制造
- 半导体封裝